# Chloroclystis velutina
Chloroclystis velutina là một loài bướm đêm trong họ Geometridae.